# Aselbach
Der Aselbach (auch die Asel genannt) ist ein 6,55 km langer, nördlicher und orographisch linker Zufluss der Eder bzw. des Edersees innerhalb des Vöhler Gemeindegebiets im Landkreis Waldeck-Frankenberg, Hessen (Deutschland). Sein Einzugsgebiet ist 18,103 km² groß.

## Verlauf
Der Aselbach entspringt nördlich des Vöhler Gemeindeteils Marienhagen. Seine Quelle befindet sich an der Südflanke des Mosebergs (397,8 m ü. NN) auf rund 390 m Höhe.

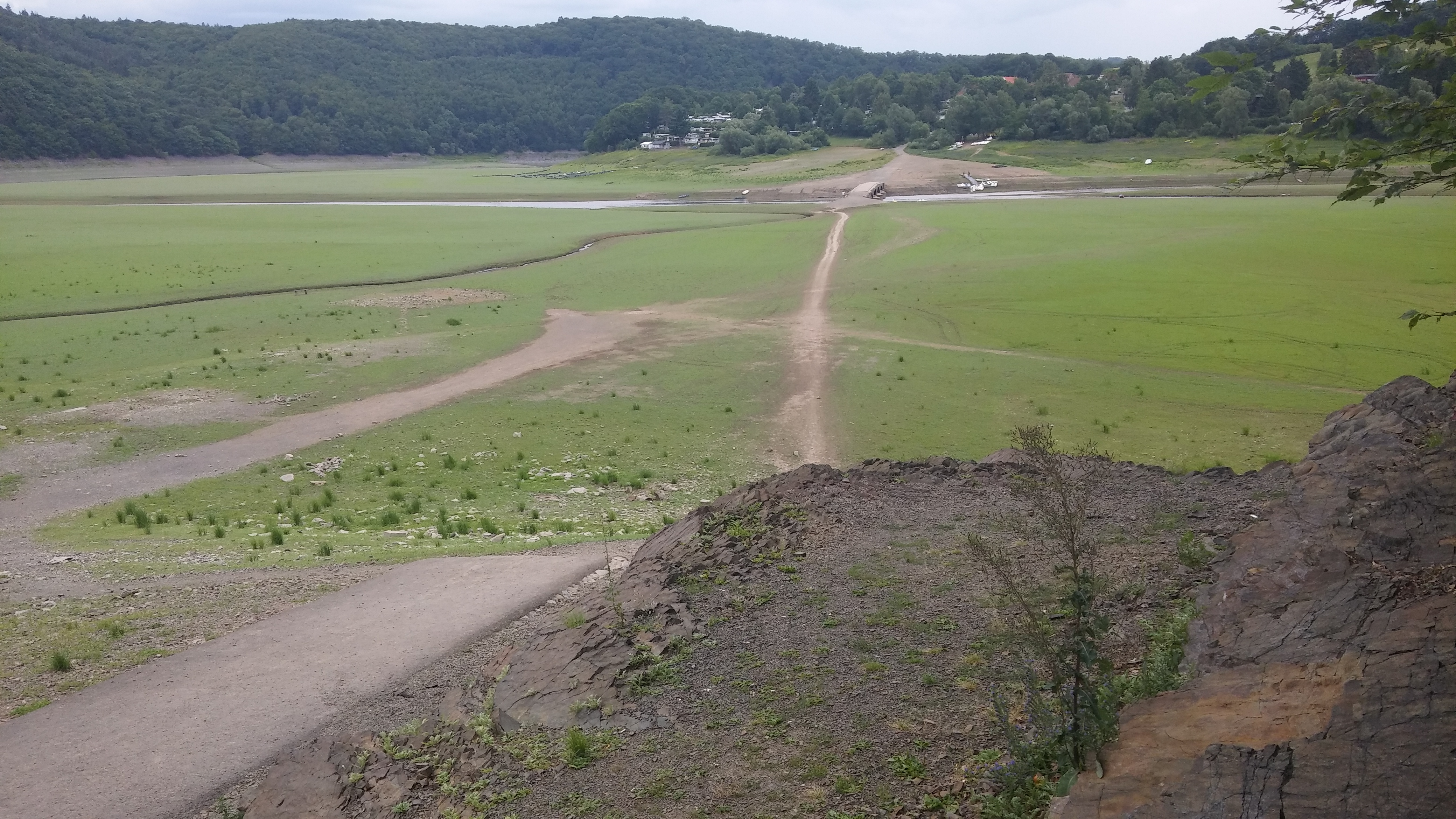
Der Aselbach, links, vor seiner Mündung in die Eder; hinten die Aseler Brücke

Anfangs fließt der Aselbach nach Osten durch landwirtschaftlich genutztes Gebiet und passiert dabei den Hof „Tiefe Schneid“ bei 328,3 m Höhe. Anschließend wendet sich der Bach nach Süden und verläuft durch den Kernort der Gemeinde Vöhl, um danach nördlich unterhalb und dann östlich des nicht von ihm durchflossenen Gemeindeteils Asel durch ein von Wald gesäumtes tief eingeschnittenes Tal zu fließen.

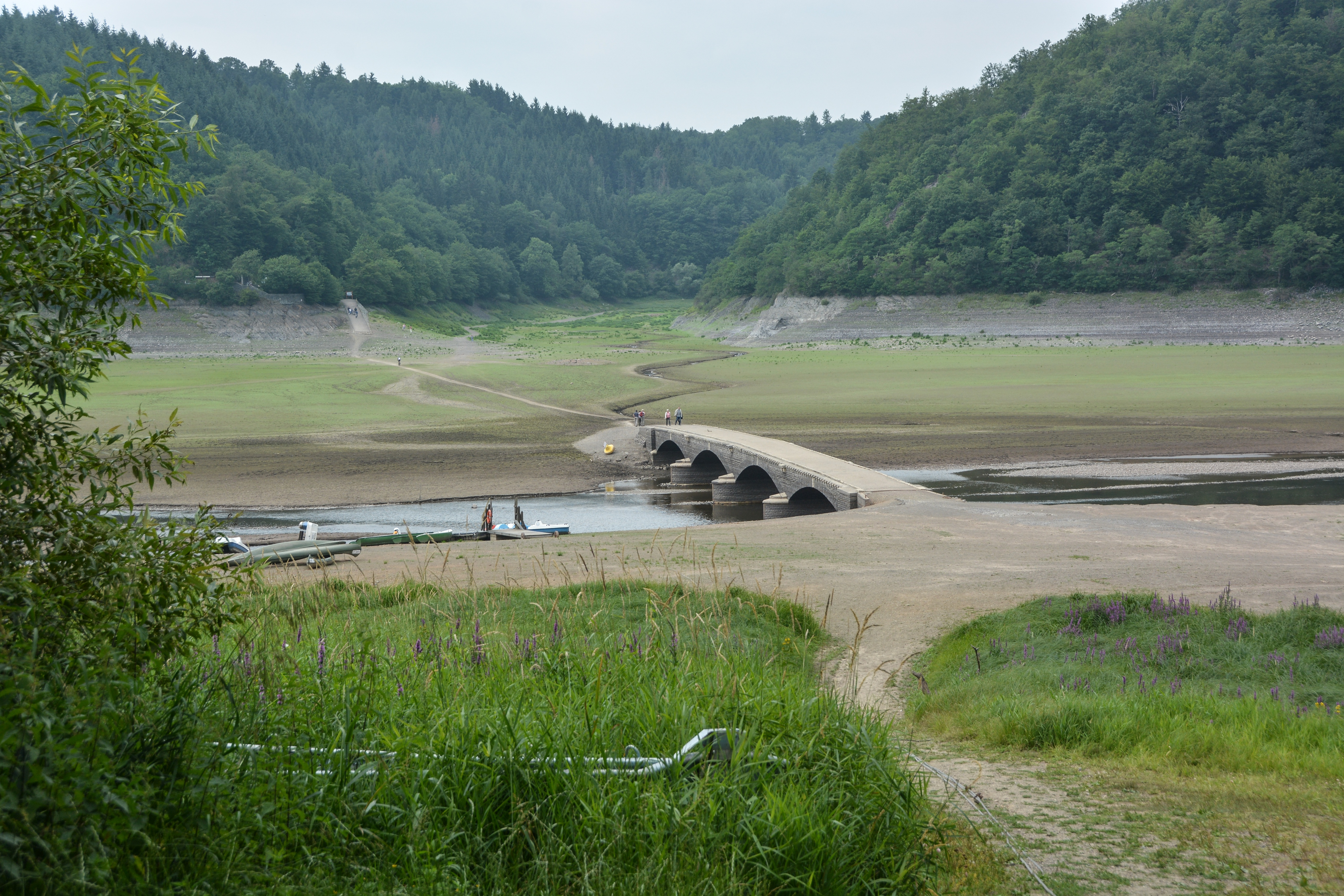
Die Aseler Brücke, Juli 2017

Etwa 200 m nachdem er den des aus Richtung Nordosten vom Gemeindeteil Basdorf kommenden Altbach (3,1 km lang) aufgenommen hat, mündet der Aselbach zwischen Asel und dessen Ortsteil Asel-Süd rund 700 m nördlich der „Dorfstelle Asel“ (alte vom Stausee überspülte Siedlungsstelle) in einen Nordarm des von der Eder durchflossenen Edersees, der Nordarm ist Teil des Nationalparks Kellerwald-Edersee.
Unweit der Aselbachmündung steht nahe dem Ausgang des ursprünglichen Bachtals im Stausee die „Aseler Brücke“, die bei genügendem Niedrigwasser zu sehen ist.